# Glis (plaats)
Glis is een plaats en voormalige gemeente in het Zwitserse kanton Wallis, en maakt sinds 1 januari 1973 deel uit van de gemeente Brig-Glis in het district Brig.
- Gemeinsame Normdatei: 4391837-2
- Historisch woordenboek van Zwitserland: 003302
- Système universitaire de documentation: 265752795
- Virtual International Authority File: 238104084